# Dabajuro (Venezuela)
Dabajuro é uma cidade localizada a 126 km a oeste de Coro , capital do município homônimo no estado de Falcón , Venezuela. Tem o maior movimento comercial da região.

## Localização
Dabajuro tinha uma população de 15.523 habitantes em 2011,  seu crescimento comercial é devido à sua situação geográfica, já que a pequena cidade está localizada entre Coro e Maracaibo. Esta localização privilegiada ao lado da rodovia Falcón-Zulia faz com que seja um centro comercial de produtos agrícolas e pecuários. 

## História
Suas origens estão perdidas na história. Acredita-se que seu nome é devido a algum chefe dos caquetío povo de língua aruaque que habitavam o lugar. Durante o período colonial era uma encomienda , razão pela qual era conhecida como uma cidade de índios . Em 7 de junho de 1822, durante a guerra da independência venezuelana travou-se uma batalha entre exércitos monarquistas comandados pelo espanhol Francisco Morales e as tropas republicanas lideradas por Carlos Soublette. 

## Festividades e eventos
- 13 de junho: Dia de Santo Antônio de Pádua
- 24 de setembro: Feira agroindustrial, artesanal e turística